# Negro es mi color
Negro es mi color es una película de drama mexicana de 1951 escrita y dirigida por Tito Davison y protagonizada por Marga López, Rita Montaner y Roberto Cañedo.

## Trama
Una joven blanca le revela a su novio que es hija de una mujer negra, es rechazada poco después se arrepiente y la busca. Rita aparece ahora como una negra pobre y de buen corazón que ha tenido una relación marital con un hombre, de la cual le nace una hija de piel muy clara, prácticamente blanca, la cual posteriormente la rechaza como madre. Ella es artista y un dia tiene que salir a cantar pintada de negra en el cabaret.

## Reparto
- Marga López como Luna / Blanca del Río
- Rita Montaner como Rita (madre de Luna)
- Roberto Cañedo como Fernando Acuña
- José María Linares-Rivas como Don Álvaro (padre de Luna)
- Freddy Fernández "El Pichi" como Freddy
- Trío Los Panchos como ellos mismos
- Raquel Macedas como Novia de Freddy
- Xavier Massé colo Eric
- Jorge Treviño como Don Carlos Robinatti
- Charles Rooner como Capitán
- Eduardo Acuña como Sacerdote
- Nicolás Rodríguez como Chanina (músico)
- Andrés Soler como Doctor
- Miguel Torruco
- Alberto Rivera
- Armando Arriola (no acreditado)
- Daniel Arroyo como Hombre tocando tambor (no acreditado)
- Stephen Berne como Marinero cabaret (no acreditado)
- Victorio Blanco Hombre cabaret (no acreditado)
- Antonio Bravo como Empresario (no acreditado)
- Magda Donato como Mujer tocando saxófono (no acreditado)
- Ana María Hernández como Monja hospital (no acreditado)
- Miguel Ángel López como Ascensorista (no acreditado)
- Lucrecia Muñoz como Chica en cabaret (no acreditado)
- Rubén Márquez como Hombre en cabaret (no acreditado)
- Pepe Nava como Hermano Navarrete (no acreditado)
- José Pardavé como Hermano Navarrete (no acreditado)
- Sergio Prado como Secretario de Álvaro (no acreditado)
- Salvador Quiroz colo Juez (no acreditado)
- Rafael Torres como Victorio (Mesero) (no acreditado)
- Hernán Vera
- Hermano Navarrete (no acreditado)